# 松本杏奈
松本 杏奈（まつもと あんな、2003年〈平成15年〉3月3日 - ）は日本のソーシャルメディアインフルエンサー。高校生主体企画「海洋プラ問題を解決するのは君だ!」や「テキスト譲渡ポータル」の運営者。Duolingo English Test留学生応援キャンペーンも実現した。特定非営利活動法人IHRPでは理事を務めた。

## 来歴・人物

### 生い立ち
2003年（平成15年）、徳島県徳島市に生まれる。父は東京大学医学部出身の医師。幼少期は「つくってあそぼ」を見て工作に没頭していたといい、学校の文化祭でも小道具・大道具づくりをしたり、美術の時間でも他の人が考えない画材や技術の使い方で作品を作っていたという。
中学生時代は、テストの成績が悪く最も成績の悪いクラスに置かれた。そのクラスは勉強することがかっこ悪いことだという意識があった。しかし、勉強することはかっこいいことだという趣旨の発言を松本がし始めると皆が勉強し始め、成績最上位クラスに昇格する生徒が通常よりも多く出た。このことから自分のアクションで環境は変えられると思うようになった。この事から自分や未来に希望を持ち始めた。
中学3年生の時にADHDと診断された。それまでは周りに馴染めず、自分自身に対して否定的であった。脳のワーキングメモリ機能に特性があり、耳から聞いた短期記憶はほとんど覚えられないが、目でみた情報は細かいところまでそのまま記憶できる映像記憶ができる。この事からノートにメモをまとめてそれを見れば学校のテストの成績が上がった。これが自分の強みだと分かった。

### 徳島文理高校時代
「机に座ってペンを持って勉強すること」よりも、「自分で手を動かして作ること」や「学んだことを使うこと」が得意であった。それらの力が重宝されるアメリカの大学が、自分に合っているのではと思いアメリカの大学への進学を目指した。また、「何でもやってみよう！」という精神を持っていたことで、学校に馴染むことができなかった。物が重さにかかわらず、同じ速度で落ちることが信じられず、「椅子と私が一緒に落ちたら、どっちが速いんだろう？」と思い実験した。また実際に確かめようとした時点で、周囲から変わり者扱いされた。
2年次の2019年（令和元年）夏には中華人民共和国の汕頭市で開催された「アジアサイエンスキャンプ2019」に参加する。その後も国立情報学研究所の「情報科学の達人」プログラムや東京大学のグローバルサイエンスキャンパスにも参加した。
東大での高校生との交流がもとになり、2020年（令和2年）3月には松本ら高校生が主体となって「海洋プラ問題を解決するのは君だ!」を運営するIHRP実行委員会を組織する。同企画では同年10月に徳島市のリサイクル業者や鳴門市の海岸清掃活動のオンライン見学会を実施。優秀チームは「サステナブル・ブランド国際会議2021横浜」で講演する企画で、松本自身もこの国際会議に参加している。
なお、2020年7月4日にはフジテレビ『超逆境クイズバトル!!99人の壁』の「小学生VS生まれながらの天才!メンサ軍団」の回に出演。また、創作活動にも取り組んでおり、怪獣をテーマにした「MONSTER Exhibition 2020」という展覧会
に「OZONE HOLE」という作品を応募。地球を表す瞳、オゾンホールを表す瞳孔、紫外線を表す睫毛を描いた作品で、同年9月に渋谷ヒカリエで展示された。

### 大学受験とギャップターム期間
海外大学の受験にあたっては「atelier basi」（アトリエバシ）という支援団体のオンライン相談を受けており、合格後は自身もメンターを務めているという。なお、大学合格時には先輩からテキストを譲り受けた経験から、2021年4月に「テキスト譲渡ポータル」を設立した。また、Duolingo English Testを活用した経験からDuolingo English Test留学生応援キャンペーンを実現させた（#特記事項も参照）。
2021年（令和3年）3月の高校卒業後は半年間のギャップタームとなる。ユニバーサル ミュージックのインターンでは新人発掘やデジタルマーケティングの業務に従事し、徳島市の「市長インターンシップ」でも内藤佐和子市長の秘書業務などを経験した。徳島市が阿波踊りのためにふるさと納税型クラウドファンディングを実施した際には、返礼品となるVRゴーグルとTシャツをデザインした。
2021年春には給付型奨学金に合格（柳井正財団5期生）。2021年8月には熊本地震や熊本豪雨の被災地支援団体のオンライントークショーにも出演。同月24日には文化庁の文化審議会著作権分科会の第2回基本政策小委員会にオンライン参加し、「デジタルトランスフォーメーション（DX）時代に対応した著作権制度・政策の在り方」の議論にヒアリング出席者としてコメントしている。また、同年9月1日にはニューヨーク・タイムスで取り上げられている。

### スタンフォード大学時代
2021年（令和3年）9月にスタンフォード大学に進学。2022年（令和4年）には国際HPV啓発デーである3月4日に開催された「HPVワクチンのこれまでとこれから」というイベントに、ジャーナリストの浜田敬子とともにソーシャルメディアインフルエンサーとして参加した。一方でIHRP実行委員会が発展した特定非営利活動法人IHRPでは理事や運営メンバーを務めている。同年4月にはKADOKAWAから著書『田舎からスタンフォード大学に合格した私が身につけた 夢をつかむ力』を出版した。
2022年5月に香川県三豊市で開催された「MITOYO Data Science DAY」では、東京大学教授の松尾豊やエムスクエア・ラボ社長の加藤百合子らが登壇したパネルディスカッションにオンライン出演。スタンフォード大学では機械工学・プロダクトデザイン専攻で、デザイン思考で知られる「d.school」を拠点に学んでいるという。4歳からファンであるX JAPANのYOSHIKIが同大学で講演した際には、松本も質問していた。

## 特記事項

### テキスト譲渡ポータル
SAT用の問題集など海外の大学の受験用のテキストは高価であり、松本は先輩からテキストを譲り受けていた。松本同様に海外大学を受験していた友人らとの話や自身の経験をもとに、2021年（令和3年）4月に松本は会員制の「テキスト譲渡ポータル」を設立。先輩から後輩にテキストを譲り渡すもので、テキスト選択にも寄与できるとしている。同年5月時点で登録者は50名に及んだという。

### Duolingo English Test留学生応援キャンペーン
英語技能検定のDuolingo English Testはオンラインにより自宅で受験可能で、時間も1時間で済む。海外大学の受験時には複数の大学に追加費用なしで成績提出ができるため、松本はこのテストを使って複数の大学を受験して合格した。海外の大学を志す後輩のサポートしたいという松本の訴えで「Duolingo English Test留学生応援キャンペーン」が実現し、2021年（令和3年）8月19日から9月2日に募集された。当選した10名はノートPCの提供を受けるとともに、Duolingo English Testを1回無料で受験できた。

### 著書への誹謗中傷
2022年（令和4年）にKADOKAWAから出版した著書『田舎からスタンフォード大学に合格した私が身につけた 夢をつかむ力』に対して、レビューやSNS上で誹謗中傷が殺到して炎上、松本は自身のTwitterアカウントを消去した。このレビューやSNSの書き込みについて、同年5月31日にKADOKAWAは「社会通念に照らしても看過できないほどの悪質な誹謗中傷、著者自身に関する誤った情報や憶測等が含まれております。」といったコメントを発表した。
なお、ボランティアの弁護士の助言もあり松本自身もnoteで文書を公表。ネットの書き込みに対して「多くの虚偽が含まれています」と述べ、家族については「今も深く説明することができません」と記した。誹謗中傷のために虚偽を発信・拡散しているケースに対しても、第一東京弁護士会所属の戸木亮輔 弁護士に依頼して開示請求や損害賠償請求を進めているという。

## 主な著作

### 著書
- 『田舎からスタンフォード大学に合格した私が身につけた 夢をつかむ力』KADOKAWA、2022年、ISBN 9784046054166。

### コラム
- 「人間としての責任」『日本原子力学会誌ATOMOΣ』第62巻第12号、2020年、734頁。
- 「東京のスダチ」『日本原子力学会誌ATOMOΣ』第63巻第3号、2021年、289頁。
- 「大人とZ世代」『日本原子力学会誌ATOMOΣ』第63巻第6号、2021年、495頁。
- 「学問に背景は必要か」『日本原子力学会誌ATOMOΣ』第63巻第9号、2021年、676頁。